# Виґода-Токарська
Виґода-Токарська (пол. Wygoda Tokarska) — село в Польщі, у гміні Дорухув Остшешовського повіту Великопольського воєводства.
У 1975-1998 роках село належало до Каліського воєводства.